# Micrantha (Bulbophyllum)
Micrantha: es una sección del género Bulbophyllum perteneciente a la familia de las orquídeas.

## Especies
1. Bulbophyllum epiphytum Barb.Rodr. 1877 Brasil
2. Bulbophyllum rupicola Barb Rodr. 1911 Brasil